# Habronyx atropos
Habronyx atropos là một loài tò vò trong họ Ichneumonidae.